# Clausthalit
Clausthalit, veraltet auch als Selenblei bekannt, ist ein eher selten vorkommendes Mineral aus der Mineralklasse der „Sulfide und Sulfosalze“ mit der chemischen Zusammensetzung PbSe, besteht also zu gleichen Teilen aus Blei und Selen. Das Mineral ist damit chemisch gesehen ein Bleiselenid.
Clausthalit kristallisiert im kubischen Kristallsystem, entwickelt jedoch keine mit bloßem Auge sichtbaren Kristalle, sondern findet sich überwiegend in Form körniger bis massiger Mineral-Aggregate und Einsprenglinge von bleigrauer bis bläulicher Farbe.

## Etymologie und Geschichte
Das Mineral wurde 1832 von François Sulpice Beudant in der Nähe von Clausthal-Zellerfeld im Oberharz gefunden und nach seiner Typlokalität, dem heutigen Ortsteil und damaligen  freien Bergstadt Clausthal benannt. Als genaue Typlokalität gilt die Grube St. Lorenz.

## Klassifikation
Bereits in der veralteten, aber teilweise noch gebräuchlichen 8. Auflage der Mineralsystematik nach Strunz gehörte der Clausthalit zur Mineralklasse der „Sulfide und Sulfosalze“ und dort zur Abteilung der „Sulfide mit M : S = 1 : 1“ (PbS-Typus und Verwandte), wo er zusammen mit Alabandin, Altait, Galenit, Niningerit und Oldhamit die „Galenit-Reihe“ mit der System-Nr. II/B.11 bildete.
Im zuletzt 2018 überarbeiteten und aktualisierten Lapis-Mineralienverzeichnis nach Stefan Weiß, das sich aus Rücksicht auf private Sammler und institutionelle Sammlungen noch nach dieser klassischen Systematik von Karl Hugo Strunz richtet, erhielt das Mineral die System- und Mineral-Nr. II/C.15-50. In der „Lapis-Systematik“ entspricht dies der Abteilung „Sulfide mit Metall : S,Se,Te ≈ 1 : 1“, wo Clausthalit zusammen mit Alabandin, Altait, Crerarit, Galenit, Keilit, Niningerit und Oldhamit eine eigenständige, aber unbenannte Gruppe bildet.
Die seit 2001 gültige und von der International Mineralogical Association (IMA) bis 2009 aktualisierte 9. Auflage der Strunz’schen Mineralsystematik ordnet den Clausthalit ebenfalls in die Abteilung der „Metallsulfide, M : S = 1 : 1 (und ähnliche)“ ein. Diese ist allerdings weiter unterteilt nach den in der Verbindung vorherrschenden Metallen (Kationen), so dass das Mineral entsprechend seiner Zusammensetzung in der Unterabteilung „mit Zinn (Sn), Blei (Pb), Quecksilber (Hg) usw.“ zu finden ist, wo es zusammen mit Alabandin, Altait, Galenit, Keilit, Niningerit und Oldhamit die „Galenitgruppe“ mit der System-Nr. 2.CD.10 bildet.
Auch die vorwiegend im englischen Sprachraum gebräuchliche Systematik der Minerale nach Dana ordnet den Clausthalit in die Klasse der „Sulfide und Sulfosalze“ und dort in die Abteilung der „Sulfidminerale“ ein. Hier ist er ebenfalls in der „Galenit-Gruppe (isometrisch: Fm3m)“ mit der System-Nr. 02.08.01 innerhalb der Unterabteilung „Sulfide – einschließlich Seleniden und Telluriden – mit der Zusammensetzung AmBnXp, mit (m+n):p=1:1“ zu finden.

## Chemismus
In chemisch reiner Form besteht Clausthalit bei einem Molekulargewicht von 286,971 g/mol zu 72,41 % aus Blei und zu 27,59 % aus Selen. Natürliche Clausthalite können allerdings als Fremdbeimengung zusätzlich Cobalt, Eisen, Kupfer, Quecksilber und/oder Silber enthalten.
Clausthalit bildet mit Galenit eine Mischkristall-Reihe, die bei 300 °C lückenlos ist. Aus diesem Grund sind in vielen Galenit-Vorkommen einige Prozente Selen enthalten.

## Kristallstruktur

Kristallstruktur von Clausthalit

Clausthalit kristallisiert im kubischen Kristallsystem in der Raumgruppe Fm3m (Raumgruppen-Nr. 225) und ist isotyp zur Natriumchlorid-Struktur. Der Gitterparameter a beträgt 6,121 Å. Die Elementarzelle weist etwas längere Achsen als beim ebenfalls isotypen Galenit (PbS, 5,936 Ångström) auf. Das ist auf den etwas größeren Ionenradius der Selenid-Ionen (Se2−) im Clausthalit verglichen mit den Sulfid-Ionen (S2−) im Galenit zurückzuführen. Da Schwefel und Selen sich oft gegenseitig in Kristallstrukturen ersetzen können, kann der Gitterparameter eines Mischkristalls Pb(S,Se), je nach Anteil des entsprechenden Elements, zwischen den oben genannten Werten liegen.

## Eigenschaften
Clausthalit lässt sich mit Schwefel- und Salpetersäure lösen. Weiterhin entwickelt er beim Erhitzen vor dem Lötrohr einen starken, rettichartigen bis fauligen Geruch, der bei dieser Methode typisch für Selen und Selenverbindungen ist.

## Modifikationen und Varietäten

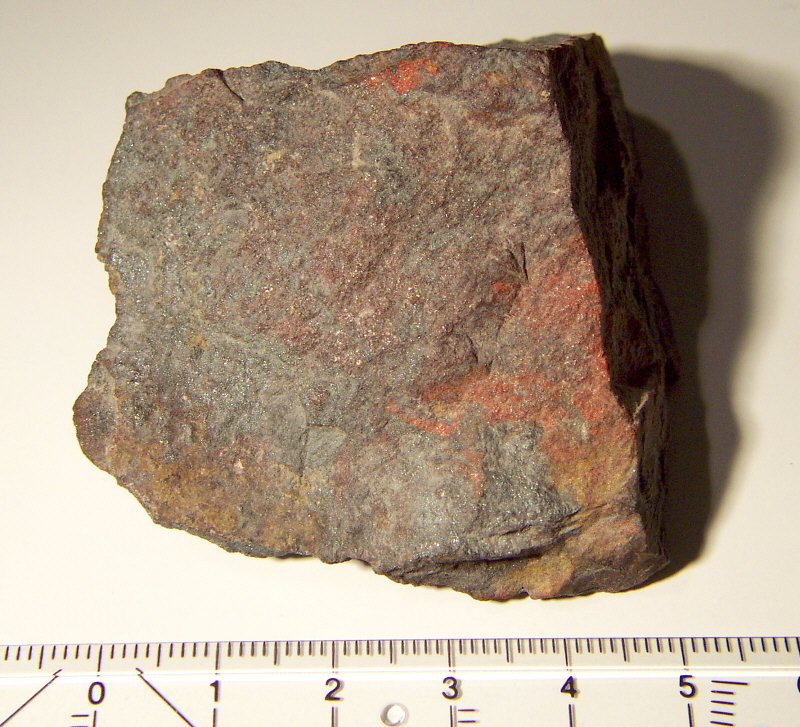
Lerbachit

Die Varietät Lerbachit (Hg,Pb)Se, typlokal nach dem Bergort Lerbach benannt, besteht aus einem Gemenge von Clausthalit und Tiemannit.
Nur in Clausthalit ist das Mikromineral Roterbärit enthalten.

## Bildung und Fundorte
Clausthalit ist wahrscheinlich das häufigste natürliche Selenid. Das Mineral bildet sich hydrothermal in schwefelarmen Lagerstätten sowie in Quecksilber-Lagerstätten. Als Begleitminerale können neben anderen Seleniden wie beispielsweise Berzelianit, Klockmannit, Tiemannit und Umangit unter anderem noch gediegen Gold, Stibiopalladinit und Uraninit auftreten.
Als eher seltene Mineralbildung kann Clausthalit an verschiedenen Fundorten zum Teil zwar reichlich vorhanden sein, insgesamt ist er aber wenig verbreitet. Bisher (Stand 2017) sind rund 270 Fundorte bekannt. Neben seiner Typlokalität Grube St.Lorenz nahe Clausthal-Zellerfeld trat das Mineral in Deutschland noch an anderen Stellen in Niedersachsen, Baden-Württemberg (Schwarzwald), Bayern, Hessen, Nordrhein-Westfalen, Sachsen-Anhalt (Harz) und Sachsen (Erzgebirge) auf.
In Österreich fand man das Mineral bisher nur in einem unbenannten Steinbruch beim Judenbauer (Gemeinde Kirchschlag in der Buckligen Welt) in Niederösterreich, am Eselberg bei Altenberg an der Rax in der Steiermark und in einem Kalksteinbruch bei Lorüns in Vorarlberg.
In der Schweiz konnte Clausthalit bisher vor allem in den Kantonen Aargau und Wallis entdeckt werden.
Weitere Fundorte liegen unter anderem in Argentinien, Australien, Belgien, Bolivien, Brasilien, Bulgarien, China, Finnland, Frankreich, Griechenland, Grönland, Italien, Japan, Kanada, der Demokratischen Republik Kongo, Japan, Marokko, Mexiko, Norwegen, Polen, Rumänien, Russland, Simbabwe, der Slowakei, Spanien, Südafrika, Schweden, Tansania, der Türkei, Tschechien, Usbekistan, im Vereinigten Königreich (UK) und den Vereinigten Staaten von Amerika (USA).

## Verwendung
Aus Clausthalit werden sowohl Blei als auch Selen gewonnen, das gesamte Mineral kann also verarbeitet werden. Clausthalit ist insbesondere bedeutend als Selenerz, als Bleierz ist Galenit bedeutender. Bei der Bleigewinnung wird das enthaltene Selenid abgetrennt und dient als Quelle für elementares Selen und andere Selenverbindungen.